# Strahinščica
Strahinščica, także Strahinjščica i Strahinjčica (846 m) – góra w Chorwacji, na obszarze Hrvatskiego zagorja.

## Opis
Jest położona na zachód od Ivanščicy. Jej najwyższe wierzchołki to: Sušec (846 m n.p.m.), Sekola (740 m n.p.m.) i Gorjak (685 m n.p.m.). Jej długość wynosi ok. 8 km, a maksymalna szerokość 3 km. W większości jest zalesiona.
Znajdują się w niej źródła termalne Sutinskie Toplice i złoża siarki.
Wzdłuż zachodniego podnóża poprowadzono drogę z Zagrzebia do słoweńskiego Mariboru.